# Бурем (місто)
Буре́м (фр. Bourem) — невелике місто і комуна на південному сході Малі, на території області Гао. Адміністративний центр однойменного округу.

## Географія
Місто знаходиться у південно-західній частині області, на лівому березі річки Нігер, на відстані приблизно 943 км на північний схід від столиці країни Бамако. Абсолютна висота — 242 метри над рівнем моря.

Комуна має площу 6294 км² і включає в себе 21 населений пункт.

## Населення
За даними Національного інституту статистики Малі (Institut national de la statistique) на 2009 рік чисельність населення Бурема становила 27 486 осіб. У національному складі представлені сонгаї, туареги, бамбара і бозо. Більшість віруючих — мусульмани (суніти і ваххабіти).
Зміна чисельності населення міста за роками:
| 1976  | 1987  | 1998   | 2009   |
| ----- | ----- | ------ | ------ |
| 4 538 | 5 609 | 21 227 | 27 486 |

## Транспорт
На околицях міста розташований невеликий однойменний аеропорт.